# Santuário Basílica Nossa Senhora da Abadia de Água Suja
O Santuário Basílica Nossa Senhora da Abadia de Água Suja é uma igreja situada no município de Romaria, no estado brasileiro de Minas Gerais.

## História
A Paróquia de Nossa Senhora d’Abadia de Água Suja, localizada na atual cidade de Romaria (MG), foi criada em 19 de julho de 1872 por meio da Lei Imperial nº 1.900. O povoado se formou com a descoberta de diamantes, especialmente após 1867, quando um garimpeiro chamado Sebastião encontrou pedras preciosas no córrego Água Suja. A migração de trabalhadores da região de Bagagem-Diamantina (Estrela do Sul), motivada pela Guerra do Paraguai, também contribuiu para o povoamento da região. O nome “Água Suja” tem origem na coloração turva do córrego que corta a área.
A devoção à Nossa Senhora da Abadia surgiu pela influência da tradicional festa religiosa de Muquém (GO), da qual os habitantes do povoado participavam. Em 1869, foi solicitado ao bispo de Goiás autorização para construir uma capela em sua homenagem. Em 1870, a imagem da santa foi trazida do Rio de Janeiro e recebida com grande festa. Em 1907, a capela foi elevada à condição de Santuário Episcopal, o que fortaleceu ainda mais a fé do povo. A devoção cresceu rapidamente, alcançando estados como São Paulo, Goiás e Rio de Janeiro.
Durante a pandemia da gripe espanhola em 1918, muitos fiéis atribuíram curas à intercessão de Nossa Senhora d’Abadia. A festa em sua homenagem, celebrada a partir de 6 de agosto, ganhou grande popularidade. Em 1920, no cinquentenário da devoção, a celebração reuniu cerca de 45 mil fiéis e 3.500 carros de bois, mostrando a força da religiosidade popular. O bispo Dom Eduardo Duarte Silva incentivou os fiéis a participarem, chegando a conceder sessenta dias de indulgências para quem atendesse ao chamado.
A construção do atual templo começou em 1932, quando o padre Eustáquio Van Lieshout, belga de origem holandesa, iniciou a edificação de um templo maior para acolher o crescente número de peregrinos. Mesmo antes de ser concluído, já era utilizado para celebrações. Em 1988, o arcebispo Dom Benedicto de Ulhoa Vieira solicitou ao Papa João Paulo II a elevação do Santuário a Basílica Menor, destacando que cerca de 60 mil fiéis visitavam o local anualmente. O apoio do bispo Dom Alexandre reforçou a importância do santuário não só para o Triângulo Mineiro, mas também para fiéis de outros estados como Goiás, São Paulo, Mato Grosso e Rio de Janeiro.
O nome do município foi alterado de “Água Suja” para Romaria em 1962, devido ao intenso movimento de fiéis e à emancipação da vila em relação a Monte Carmelo. Mesmo assim, a designação tradicional “Nossa Senhora d’Abadia de Água Suja” continua viva na memória e identidade religiosa da população.
Em 2023, o Papa Francisco concedeu o título de Basílica ao Santuário de Nossa Senhora da Abadia de Água Suja, após pedido do arcebispo Dom Paulo Mendes Peixoto.

## Arquitetura
O novo santuário, concluído em 1975, foi construído com a pedra vermelha natural local conhecida como "tapiocanga". Sem pintura externa, a construção apresenta uma imponência sólida e austera.
O interior é revestido em material diferente, com amplos espaços para acolher multidões, abrigando a imagem da padroeira e oferendas dos fiéis.

## Festa de Nossa Senhora da Abadia
A festa, que ocorre todo mês de agosto, é considerada a maior celebração religiosa do Triângulo Mineiro e uma das mais importantes de Minas Gerais. Seu pico no dia 15 de agosto chega a aproximar-se de 200 mil presentes.
A programação começa por volta de 15 de julho, e segue com missas diárias e novena. No dia 10, chega a tradicional romaria dos carros de boi, que representa a fé e a história dos fundadores. No dia 15, ocorre a Missa Solene da Assunção, procissão luminosa, benção, coroação da imagem milagrosa da santa e celebração campal com ampla participação dos fiéis.
Em 2018, a festa foi oficializada como patrimônio imaterial de Minas Gerais, pelo seu valor religioso, histórico e o impacto socioeconômico local.